# Pseudochalceus
Genre
Pseudochalceus est un genre de poissons d'eau douce téléostéens de la famille des Characidae (ordre des Characiformes).

## Répartition
Les espèces du genre Pseudochalceus se rencontrent en Amérique du Sud.

## Liste des espèces
Selon World Register of Marine Species (14 décembre 2023) :
- Pseudochalceus bohlkei Orcés V., 1967
- Pseudochalceus kyburzi Schultz, 1966
- Pseudochalceus lineatus Kner, 1863
- Pseudochalceus longianalis Géry, 1972

## Classification
Le nom valide complet (avec auteur) de ce taxon est Pseudochalceus Kner, 1863.

## Étymologie
Le nom générique, Pseudochalceus, composé du grec ancien ψευδής, pseudếs, « faux, menteur », et du genre Chalceus, fait référence à la dentition similaire des espèces de ce genre avec celles du genre Chalceus, selon une publication de Franz Steindachner faite en 1864.

## Publication originale
- (de) Rudolf Kner, « Eine Uebersicht der ichthyologischen Ausbeute des Herrn Professors Dr. Mor. Wagner in Central-Amerika », Sitzungsberichte der Königlich Bayerischen Akademie der Wissenschaften zu München, Munich, vol. 2,‎ 1863, p. 220-230.